# Spider-Man: Shattered Dimensions
Spider-Man: Shattered Dimensions (с англ. — «Человек-Паук: Разрушенные Измерения») — компьютерная игра, посвящённая герою вселенной Marvel Comics Человеку-пауку. Spider-Man: Shattered Dimensions содержит в себе четыре вселенных из Мультивселенной, из-за чего игроку придётся сыграть за четырёх «Человеков-Пауков», каждого из которых озвучили известные актёры: Кристофер Дэниэл Барнс, Нил Патрик Харрис, Дэн Гилвезан и Джош Китон.
Сюжет игры связан с уникальным артефактом — «Скрижалью Порядка и Хаоса». Когда он был разрушен во время столкновения между Человеком-пауком и Мистерио, в различных вселенных Marvel возникает дисбаланс. Мадам Паутина обращается к четырём ипостасям Человека-Паука с просьбой помочь ей в возвращении порядка.

## Игровой процесс
Каждый Человек-паук имеет собственную технику боя, отличающую их друг от друга:
- Удивительный Человек-Паук (The Amazing Spider-Man): использует комбинацию из рукопашного боя и атаки всем, что подвернётся под руку, скрепленным паутиной, смешивая ближний и дальний бой. Находится в классической вселенной Marvel, также известной как Земля-616[2][3].
- Человек-паук Нуар (Spider-Man Noir): обычно использует стелс и чёрный цвет своего костюма, чтобы тихо побеждать своих врагов. Когда он находится в тени, экран становится черно-белым, указывая место для укрытия, но когда игрок попадает в свет, экран становится цветным (этим игра за Нуар-Человека-паука похожа на Splinter Cell: Conviction). Это его первое появление вне комиксов. Действует во вселенной Marvel Noir, (Земля-7207).
- Человек-Паук 2099 (Spider-Man 2099): применяет различные акробатические приёмы, когти на концах пальцев и лезвия на предплечьях (по два на предплечье) в ближнем бою. Это его первое появление вне комиксов. Действует во вселенной Marvel 2099 (Земля-928).
- Современный Человек-Паук (Ultimate Spider-Man): обладает чёрным костюмом и использует способности симбиота. В версии игры для приставки Nintendo DS он отсутствует. Реальность этого воплощения Человека-Паука — Ультимативная вселенная (Ultimate) Marvel, другое название которой — Земля-1610[4].

## Сюжет
Всё начинается в Удивительной вселенной, где Мистерио крадёт из нью-йоркского музея старинный артефакт Скрижаль Порядка и Хаоса. Человек паук пытается его остановить, но в ходе сражения случайно разбивает скрижаль и её осколки попали в четыре разных измерения — Удивительную вселенную, Современную вселенную, Вселенную 2099 и Вселенную Нуар, а Мадам Паутина помогает супергероям в этой опасной миссии. Мистерио же, тем временем, благодаря одному из осколков получил способность использовать настоящую магию.
Удивительный Человек паук узнаёт о местонахождении первого осколка, находящегося в логове одного из его противников — Крэйвена-охотника и отправляется туда, но злодей его усыпляет и переносит в мистические джунгли. В первый раз Спайди сражается с Крэйвеном на арене и побеждает его, а когда он сталкивается с ним во второй раз, тот с помощью обретённого осколка получает сверхчеловеческую скорость. Но Спайди удаётся победить противника и забрать осколок.
Человек паук из вселенной Нуар узнаёт от Фелиции Харди, что второй осколок скрижали находится у бандита у Кувалды, собирающегося передать предмет своему боссу Норману Озборну. Во время первой схватки Кувалда пытается убить Человека паука с помощью пулемёта, но Спайди удаётся победить его, находясь в тени. Во второй раз злодей использует свойства артефакта на себе, что даёт ему возможность сплавить огнестрельное оружие с собственными руками, но Паучок, используя паровые машины, вновь одерживает верх и возвращает осколок.
Человек паук 2099 в своей вселенной сражается с Хобгоблином, который применил осколок скрижали для создания Горгулий — галлюцинаций фрагмента, но злодей проигрывает, а Паучок получает осколок.
В Современной вселенной Человек-паук сталкивается с Электро, который с помощью фрагмента увеличился в размерах и создал себе помощников. Но с помощью воды Спайди лишает злодея сил для дальнейшей схватки и получает осколок. 
В конце первого акта, Мистерио узнаёт о существовании других частей скрижали.
Удивительный Человек-паук находит следующий осколок в карьере, принадлежащем корпорации Roxxon, но оказывается, что его уже получил Песочный человек и с его помощью получает власть над местом раскопок и создаёт помощников. Но Спайди побеждает Флинта Марко, используя огромное количество воды и забирает фрагмент.
Тем временем, во вселенной Нуар герой преследует Стервятника, причём не только из за скрижали, но и из за желания отомстить — именно Эдриан Тумс убил дядю Питера — Дядю Бена, и ещё и съел его. Используя часть артефакта, злодей обретает способность телепортироваться, но герой побеждает при помощи света.
Человек-паук 2099 узнаёт, что следующий фрагмент у Скорпиона, который отложил яйца. В схватке он упоминает о своём заказчике — неизвестной женщине, но герой одерживает верх и возвращает осколок.
Современный Человек-паук отправляется на реалити-шоу Дэдпула «Фактор боли», с целью заполучить фрагмент. Болтливому наёмнику удаётся обхитрить Спайди и узнать о способностях скрижали и теперь Дэдпул обладает способностью создавать своих клонов, но герой их побеждает. 
Вскоре, в Удивительной вселенной Мадам Паутина получает фрагменты от Удивительного Человека-паука, но внезапно на них нападает Мистерио и, угрожая убить её, требует оставшиеся фрагменты.
Последним врагом для Удивительного Человека-паука становится Джаггернаут, нашедший осколок скрижали на стройке. Он вступает в битву с Пауком, но вмешивается наёмница Серебряный Соболь, которая сообщает герою о назначенной за его голову награде. Джаггернаут сбегает и продолжает драться с Пауком на крыше строящегося небоскрёба Oscorp, где Спайди сбивает с него шлем. Крыша рушится и внизу Джаггернаут применяет на себе осколок, но он не ужился с его Алым камнем, из за которого он получил силу. Человек паук побеждает его и берёт осколок.
Человек-паук Нуар прибывает в заброшенный парк аттракционов, где обосновался цирковой уродец Гоблин, который из за осколка стал ещё страшнее и сильнее. Пробежав все комнаты с иллюзиями, он, наконец, встречает Гоблина, которого побеждает, атакуя его по уязвимому позвоночнику и забирает осколок.
Человек-паук 2099 прибывает в Алхимакс — его место работы и место приобретения им паучьей силы. Там он узнаёт, что глава Теневого отдела Серена Пател, известная под именем Доктор Осьминог, уже получила осколок и запитала им построенный для него реактор, чтобы вызвать катастрофу. Уничтожив реактор, Паук сражается с Сереной, у которой, на самом деле, всё время находился осколок, из за чего она может выстреливать раскаляющими лазерными лучами. Из за этого она потребляет много энергии и Человек-паук побеждает её, вернув осколок.
Принеся последнюю часть, Удивительный Человек-паук пытается спасти Мадам Паутину, но осколок притягивается к Скрижали в руках Мистерио. Он становится огромным и разрывает все четыре измерения, но, благодаря Мадам Паутине, в Удивительную Вселенную прибывают остальные три паука и, используя все свои способности, одолевают Мистерио, возвращают скрижаль Мадам Паутине и каждый уходит к себе.

### Персонажи
| Классическая вселенная                                        | Вселенная Нуар                              | Вселенная 2099                                | Вселенная Ultimate a                                   |
| ------------------------------------------------------------- | ------------------------------------------- | --------------------------------------------- | ------------------------------------------------------ |
| - Человек-паук                                                | - Человек-паук Нуар                         | - Человек-паук 2099                           | - Ultimate Человек-паук                                |
| Суперзлодеи                                                   |                                             |                                               |                                                        |
| - Джаггернаут - Крэйвен-охотник - Мистерио - Песочный человек | - Кувалда b - Стервятник b - Зелёный Гоблин | - Хобгоблин - Доктор Осьминог 2099 - Скорпион | - Ultimate Карнаж - Ultimate Дэдпул - Ultimate Электро |
| Другие                                                        |                                             |                                               |                                                        |
| - Мадам Паутина - Серебряный Соболь                           |                                             |                                               |                                                        |

↑ Нет в версии для Nintendo DS.

↑ Эксклюзив, только на Nintendo DS.

## Отзывы и критика
| Сводный рейтинг    | Сводный рейтинг | Сводный рейтинг | Сводный рейтинг | Сводный рейтинг |
| Издание            | Оценка          | Оценка          | Оценка          | Оценка          |
| Издание            | DS              | PS3             | Wii             | Xbox 360        |
| ------------------ | --------------- | --------------- | --------------- | --------------- |
| GameRankings       | 74,50 %         | 77,95 %         | 75,30 %         | 79,16 %         |
| Metacritic         | N/A             | 75/100          | 75/100          | 76/100          |
| Иноязычные издания |                 |                 |                 |                 |
| Издание            | Оценка          | Оценка          | Оценка          | Оценка          |
| Издание            | DS              | PS3             | Wii             | Xbox 360        |
| 1UP.com            | N/A             | B               | N/A             | B               |
| Game Informer      | N/A             | 8,5/10          | N/A             | 8,5/10          |
| IGN                | 7,5/10          | 8/10            | 7,5/10          | 8/10            |
| X-Play             | N/A             | [ 23 ]          | N/A             | [ 23 ]          |

Игра получила в основном положительные рецензии. Версия игры для приставки PlayStation 3 имеет рейтинг 77,95 % и 78/100 на агрегаторах рецензий GameRankings и Metacritic. Версия для консоли Xbox 360 имеет схожие оценки: по версии GameRankings — 79,16 %, по мнению Metacritic — 78/100. Версия для Nintendo DS получила 74,50 % на GameRankings. Вариант для Wii получил 75,30 % на GameRankings и 77/100 на Metacritic.
Game Informer дал игре оценку 8.5 из 10 возможных, похвалив игру за обеспечение безостановочного геймплея и разнообразие. IGN дал оценку в 8 балов из 10 возможных и похвалил игру за множество интересных моментов.